# Huisheng
Huisheng (xinès simplificat: 小兔淘淘的故事：回声, pinyin: Xiǎo tù Táotáo de gùshì: Huíshēng, literalment 'Una història del conillet Taotao: eco') és una pel·lícula d'animació xinesa produïda per Shanghai Art Film Studio el 1982.
La pel·lícula va ser dirigida per Lin Wenxiao i Yan Dingxian, amb guió de Shan Ren i fotografia de Jiang Youyi. Forma part de la sèrie Les històries del conillet Taotao, sent la segona entrada de la sèrie, per darrere de Xue haizi i per davant de Bupa leng de dayi.